# Daniel Ben Simon
Daniel Ben Simon (hebrejsky: דניאל בן סימון, * 29. dubna 1954, Meknes, Maroko) je izraelský novinář, politik a bývalý poslanec Knesetu za Stranu práce.

## Biografie
Ben Simon se narodil v marockém městě Meknes a aliju do Izraele podnikl v roce 1969. V letech 1972 až 1976 sloužil v rámci povinné vojenské služby v brigádě Golani Izraelských obranných sil. Poté studoval na Haifské univerzitě, kde získal titul bakalář ze sociologie a politologie, a na Bostonské univerzitě, kde získal titul magistr v oboru žurnalistiky. Více než deset let pracoval pro deník Davar a později pro Haaretz. Vyučoval žurnalistiku na Sapir College a Rupin College, napsal čtyři knihy a podílel se na natáčení dokumentárních filmů založených na dvou z jeho knih. Je držitelem Sokolovovy ceny.
Před volbami do Knesetu v roce 2009 vstoupil do Strany práce. Prohlásil tehdy: „Cítil jsem, že jsem dosáhl maxima svých schopností a vlivu jako novinář. Dospěl jsem k závěru, že góly můžete dát pouze na hřišti a ne v boxu pro reportéry.“ Na stranické kandidátní listině pro parlamentní volby se umístil na jedenáctém místě a díky zisku třinácti poslaneckých mandátů pro Stranu práce se stal poslancem Knesetu.